# Polana, Hoče-Slivnica
Polana este o localitate din comuna Hoče - Slivnica, Slovenia, cu o populație de 240 de locuitori.